# Starý Smolivec
Starý Smolivec je vesnice, část obce Mladý Smolivec v okrese Plzeň-jih v Plzeňském kraji. Nachází se asi 2,5 kilometru severně od Mladého Smolivce. Prochází zde silnice II/176 a silnice II/191. Starý Smolivec je také název katastrálního území o rozloze 8,24 km².

## Historie
První písemná zmínka o vesnici pochází z roku 1414. Ves nejdříve patřila k Řesanicím, později k Bezděkovu, jímž byla držena do roku 1559. Smolinec získal Ondřej Řesanický z Kadova, který zde postavil tvrz. Jeho dcera Zuzana se provdala za Jana Lipovského z Lipovice a jejich potomci zde vládli až do roku 1697, kdy byla ves se zámkem a dvorem prodána Jiřímu Vojtěchovi Janovskému z Janovic a připojena k Oselcům. Roku 1887 byla ves prodána ke Lnářům. Zdejší jednopatrový barokní zámek byl vystavěn v 18. století. V jeho přízemí se nacházela kaple Povýšení svatého Kříže a někdy zde býval také pivovar. Zámek byl památkově chráněn od roku 1958 až do roku 1965, poté byl přebudován na kulturní dům. K obci patří samota Hajdrbalna, stojící již roku 1719. Za časů nakažlivých nemocí se poblíž ní pohřbívalo.
Poblíž obce se nachází místo přezdívané „na Vraždě”, kde se 6. října 1620 střetla císařská vojska s armádou českých stavů v tzv. bitvě u Starého Smolivce během třicetileté války. Podle pramenů zde padlo 200 mužů. V roce 2011 zde obec nechala vybudovat pomník připomínající tuto událost.

## Obyvatelstvo
| Rok            | 1869 | 1880 | 1890 | 1900 | 1910 | 1921 | 1930 | 1950 | 1961 | 1970 | 1980 | 1991 | 2001 | 2011 | 2021 |
| -------------- | ---- | ---- | ---- | ---- | ---- | ---- | ---- | ---- | ---- | ---- | ---- | ---- | ---- | ---- | ---- |
| Počet obyvatel | 517  | 477  | 483  | 467  | 456  | 496  | 468  | 321  | 303  | 286  | 275  | 265  | 238  | 191  | 181  |
| Počet domů     | 71   | 77   | 80   | 79   | 80   | 80   | 86   | 87   | 87   | 73   | 70   | 67   | 90   | 91   | 90   |

## Obecní správa
Při sčítání lidu v letech 1850–1879 Starý Smolivec byl osadou obce Březí v okrese Blatná. V letech 1880–1959 byl samostatnou obcí v okrese Blatná. Od roku 1960 je částí obce Mladý Smolivec v okrese Plzeň-jih.

## Společnost

### Školství
Školu ve vsi založil Filip Antonín svobodný pán Bibra, majitel voseleckého panství, ke kterému Starý Smolivec náležel. Povolení na zřízení školy bylo uděleno již v roce 1808, ale vyučovat se zde začalo až v roce 1810 a to v malém panském stavení „u Kozáků” na drahách, kde byla jedna třída a byt pro učitele. Dokud byl baron živ, platil náklady za školu sám, později je platila vrchnost s obcí. Prostory kde se škola nacházela, byly pouze prozatímně propůjčeny, než se postaví nová školní budova, což se stalo roku 1827. Jednalo se o nízkou přízemní budovu s metr širokými zdmi a vysokou střechou s taškovou krytinou na které se nacházela věžička se zvonkem, kterým učitel vyzváněl klekání. Prvním zdejším učitelem byl Martin Krejčí, který později získal pomocníka Václava Maška, který po jeho smrti v roce 1849, školu převzal a působil v ní do roku 1864, kdy odešel na Klatovsko. Jeho nástupci byli Antonín Cvrk (1864–1871), František Hochmann (1871–1875), Jan Panuška (1875–1879) a Václav Schwejda (1879–1880). V roce 1880 se stal správcem školy Antonín Kalbáč. V roce 1883 se začalo vyučovat ženským ručním pracím a industriální učitelkou se stala Kristina Krotilová. V roce 1885 se škola rozšířila o druhou třídu. V roce 1899 odešel Kalbáč do Starého Nepomuku a novým řídícím učitelem se stal František Bláha, který zde setrval až do roku 1811. Během jeho působení přistoupila obec ke stavbě nové škole, která byla dokončena v září 1905. V budově měl každý učitel svůj byt a jednotlivé třídy měly svůj vlastní vchod. V roce 1913 do školy docházelo 93 dětí – 53 chlapců a 40 děvčat.

## Osobnosti
- Antonín Krejčí (1812–1872), katolický kněz a vlastenec z doby národního obrození

## Galerie

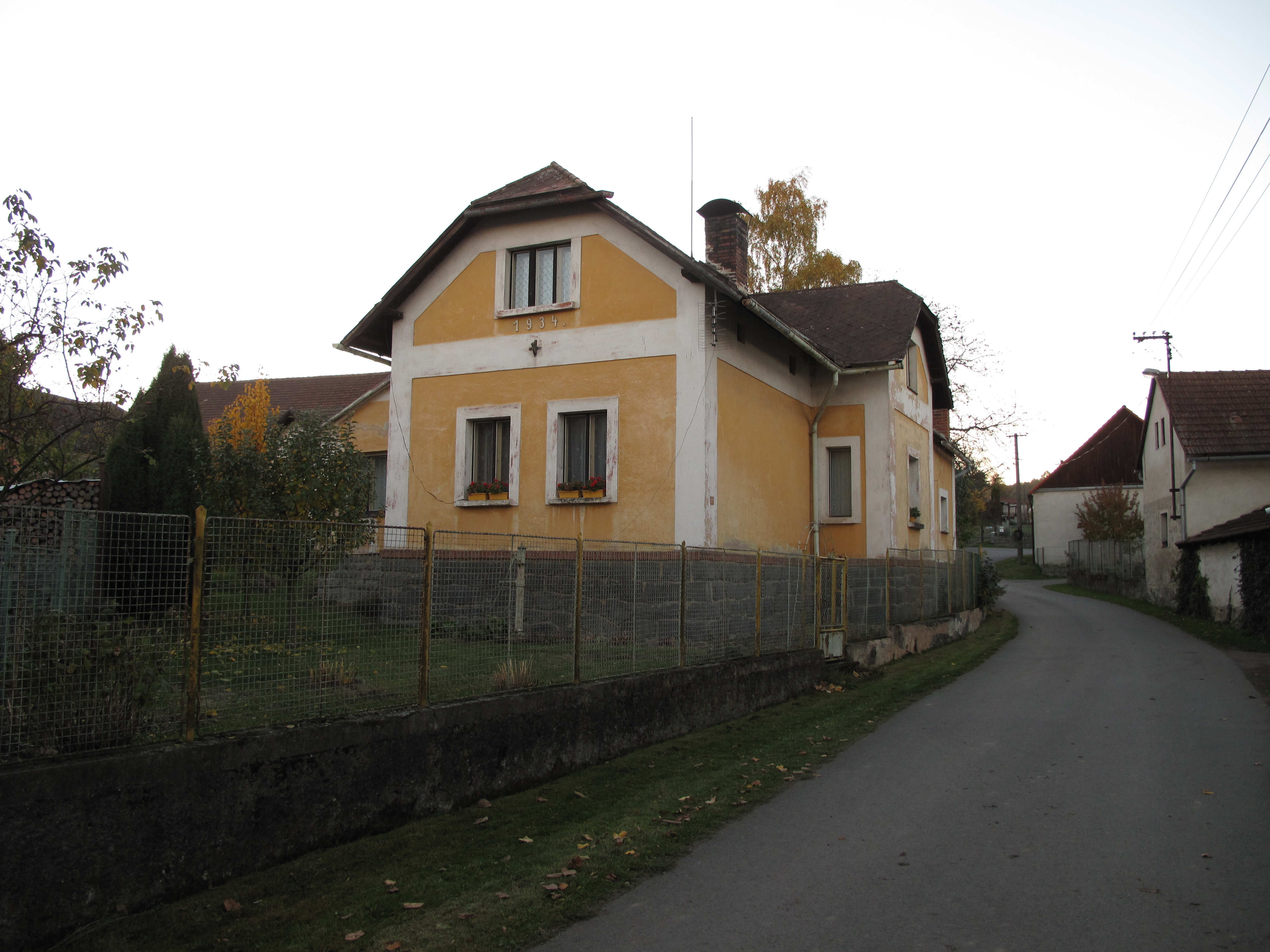
Dům u cesty
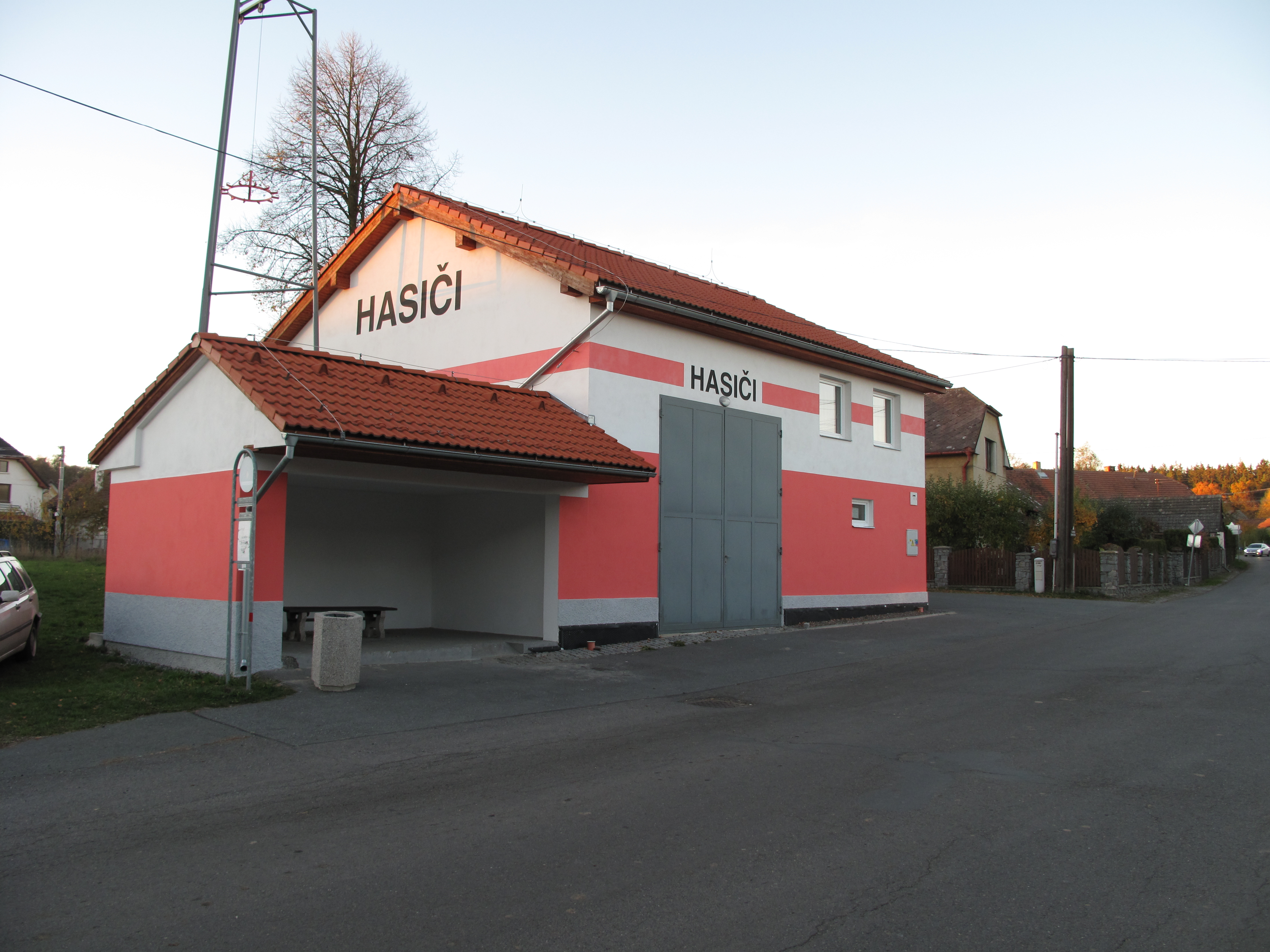
Hasičská zbrojnice
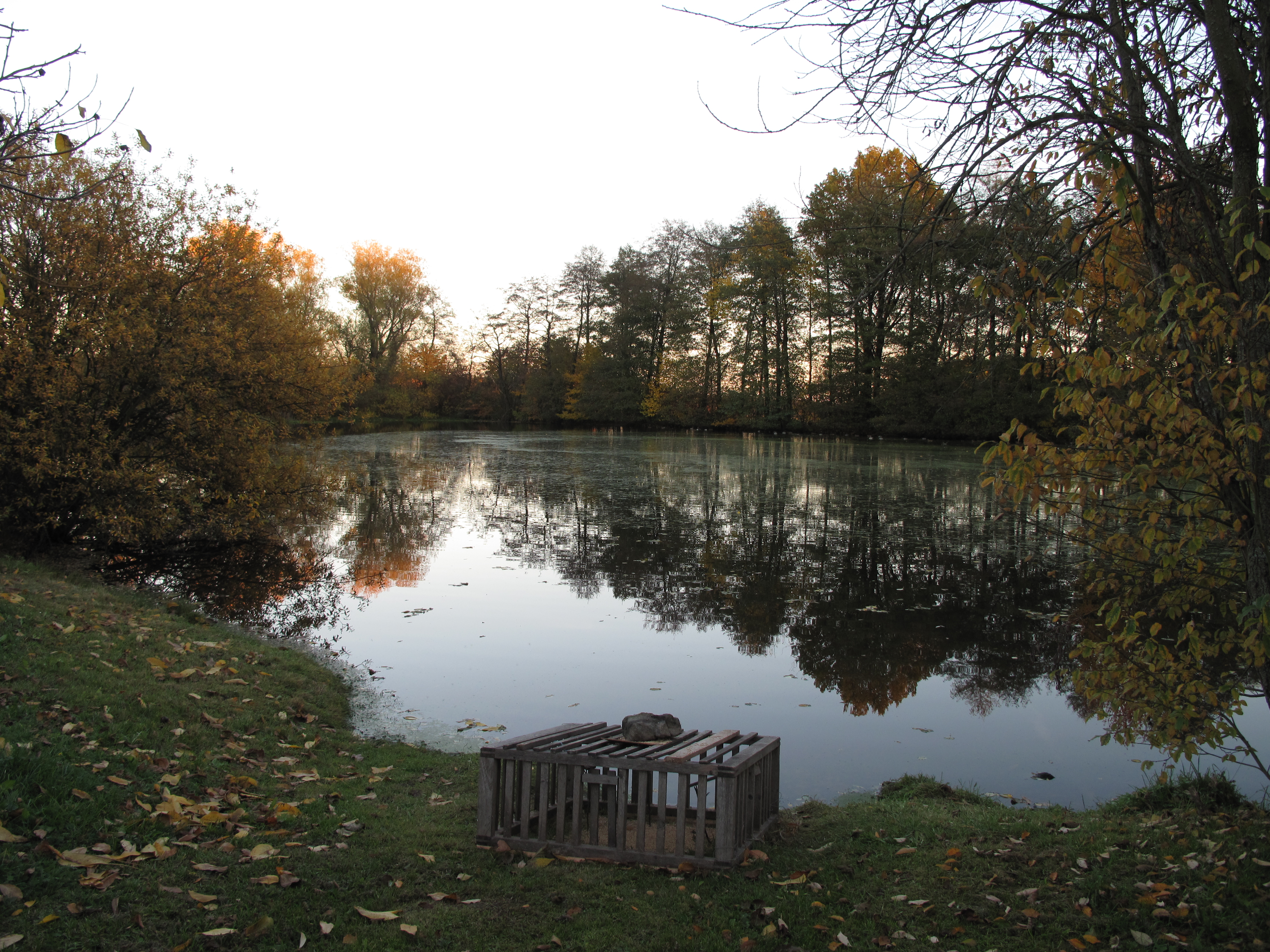
Drážský rybník
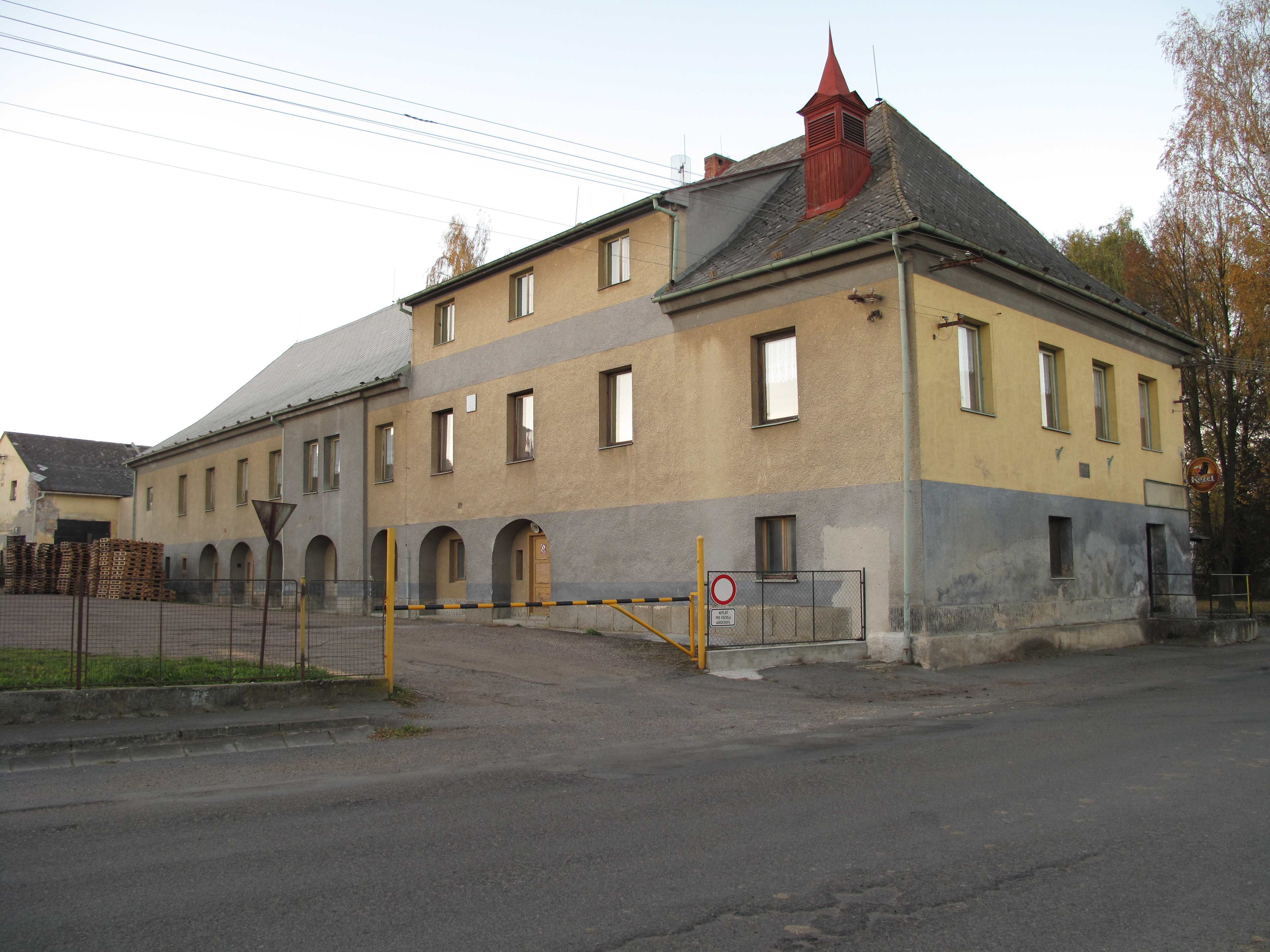
Zámek